# Mesospinidium incantans
Mesospinidium incantans är en orkidéart som beskrevs av Heinrich Gustav Reichenbach. Mesospinidium incantans ingår i släktet Mesospinidium och familjen orkidéer. Inga underarter finns listade i Catalogue of Life.